# タリスマン (ブランド)
タリスマン（Talisman）は、かつて存在していた有限会社オー・パーツ（東京都江東区）のアダルトゲームブランド。姉妹ブランドにあんく・PUCHI-ANKH（ぷちあんく）があった。経営主体のオー・パーツは2007年2月20日付で倒産。ホームページも閉鎖され、活動を停止した。
あんくがオーソドックスなアドベンチャーゲーム・ビジュアルノベル形式のゲームを作るのに対して、タリスマンはシミュレーションRPG・アクションRPGを作成しブランド間の棲み分けを行っていた（大抵の同一傘下ブランドは「純愛系」「陵辱系」のようなシチュエーション別の棲み分けであり、このような「ゲームジャンル別」の棲み分けは珍しい）。

## 主な作品
- Blaze of Destiny
  - Blaze of Destiny II / Blaze of Destiny III

I・IIはシミュレーションRPG、IIIはアクションRPG。
- 戦火 -IKUSABI-